# Centaurea kunkelii
Centaurea kunkelii es un endemismo exclusivo de la Sierra de Gádor en la provincia de Almería (España). Es un cardo del género Centaurea, de la familia Asteraceae.

## Descripción
Es una hierba vivaz de una altura de unos 45 cm. Presenta hojas basales con forma de roseta y pinnatisectas. Los capítulos terminales aparecen solitarios en los extremos de las ramas, de unos 2-2,5 cm de anchura. Las flor son hermafroditas, de color amarillo intenso, son polinizadas por insectos (polinización entomófila). Las brácteas son de color negro en su apéndice y el fruto o cipsela es de unos 5-7 mm, oscuro, de vilano corto. Los aquenios se dispersan de forma barocoria y mirmecocoria. También puede reproducirse de forma vegetativa a través de sus rizomas, lo que se ve favorecido por la inclinación de los terrenos sobre los que vive.

## Hábitat
Es un endemismo exclusivo de la Sierra de Gádor en Almería. Se calcula que no deben existir más de 2.000 ejemplares en una superficie que no supera los 4 km cuadrados. La especie se encuentra amenazada por los trabajos de mejora de las comunicaciones y de limpieza forestal. Actualmente no hay medidas de conservación y la especie no está incluida en listado alguno de protección o zona protegida. 
Crece al borde de caminos y taludes o dispersa por el matorral próximo, a una altitud de entre 900 y 1400 m s. n. m., dentro de las series mesomediterránea bética, marianense y araceno-pacense basófila, conviviendo con Quercus rotundifolia, Sideritis lasiantha, Salvia candelabrum, Thymus baeticus, Artemisia campestris subsp. glutinosa, Verbascum giganteum, Centaurea gabrielis-blancae o Carduus platypus subsp. granatensis.

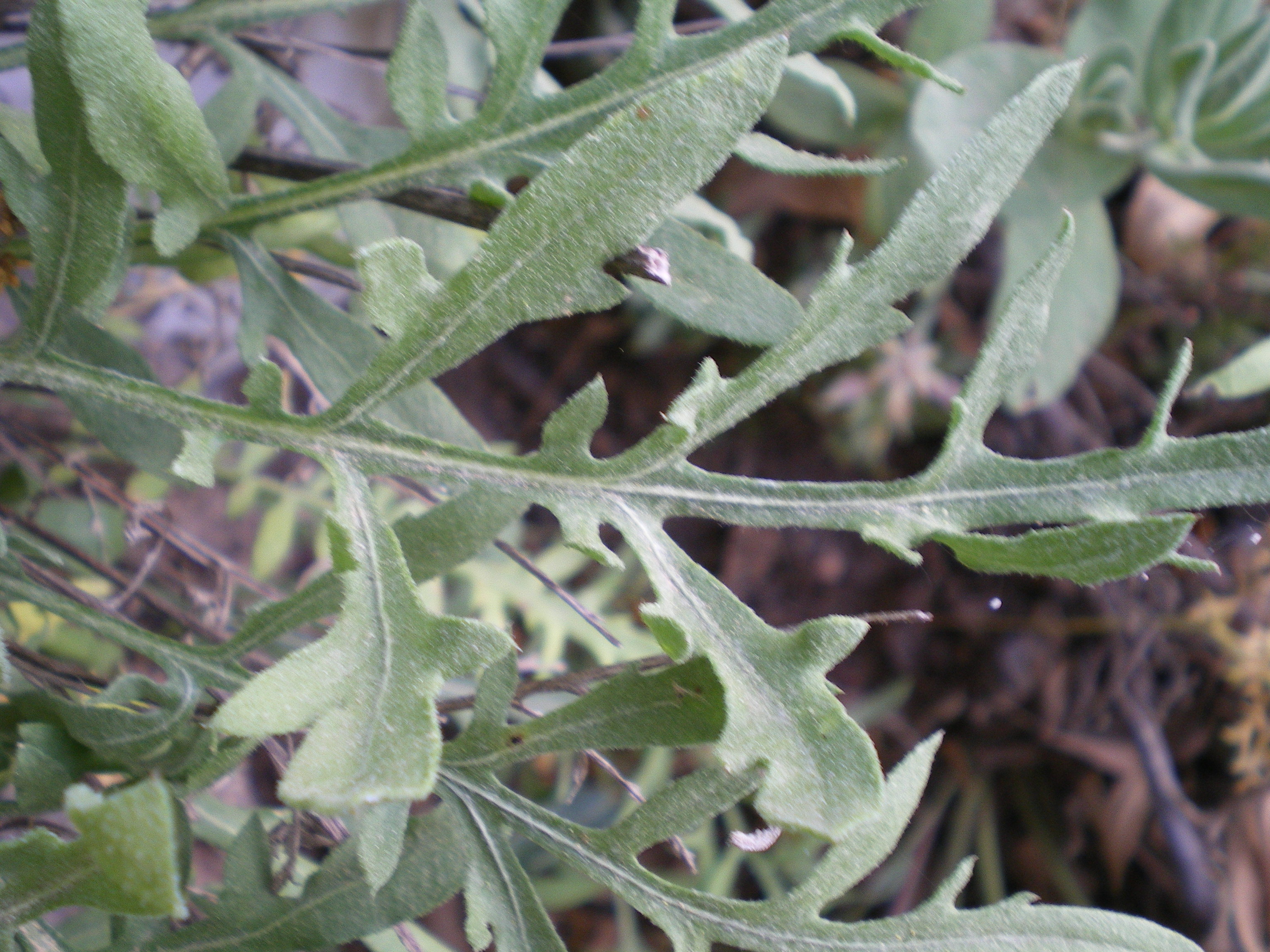
Detalle de la hoja.

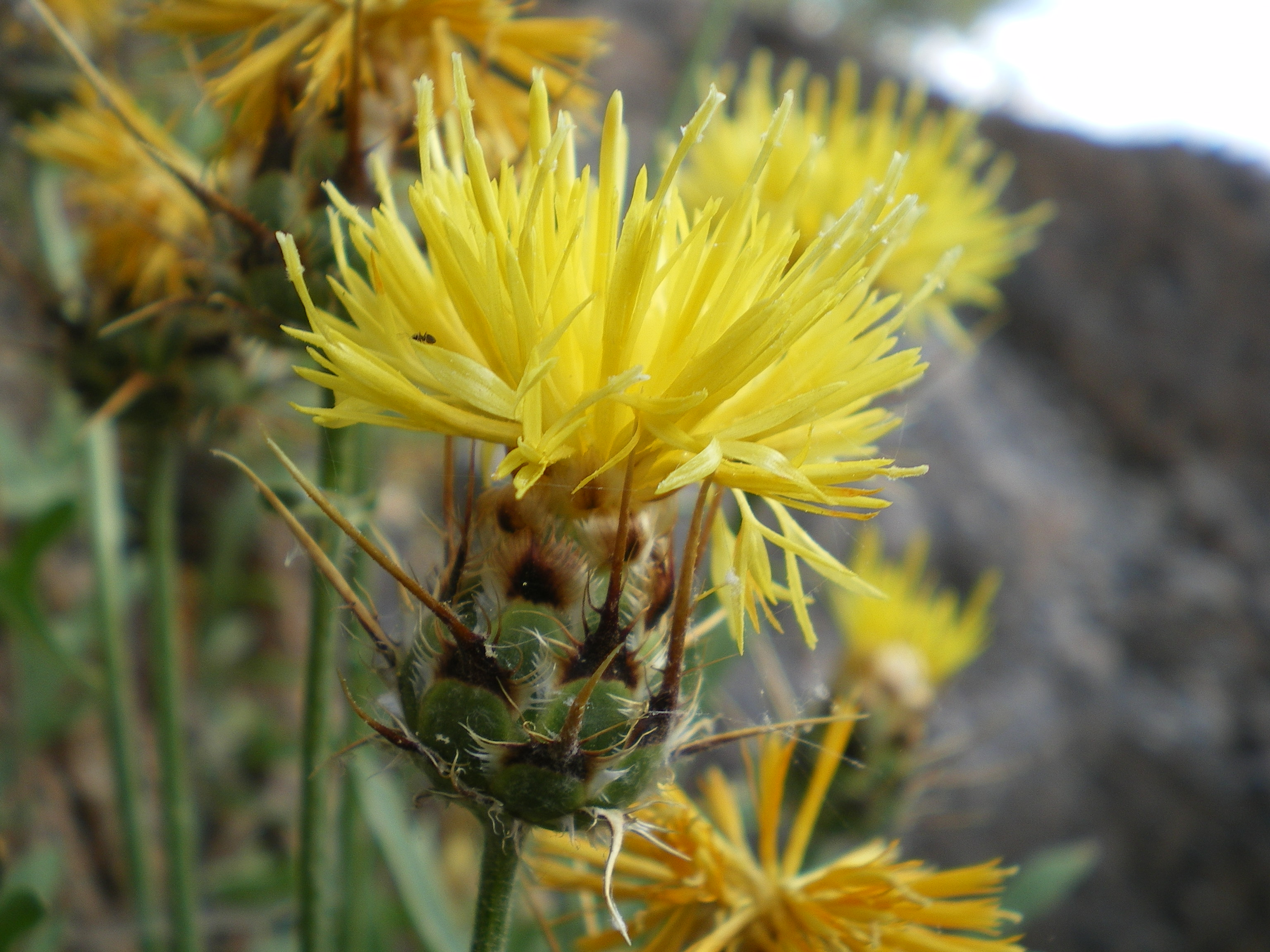
Detalle de inflorescencia y capítulo.

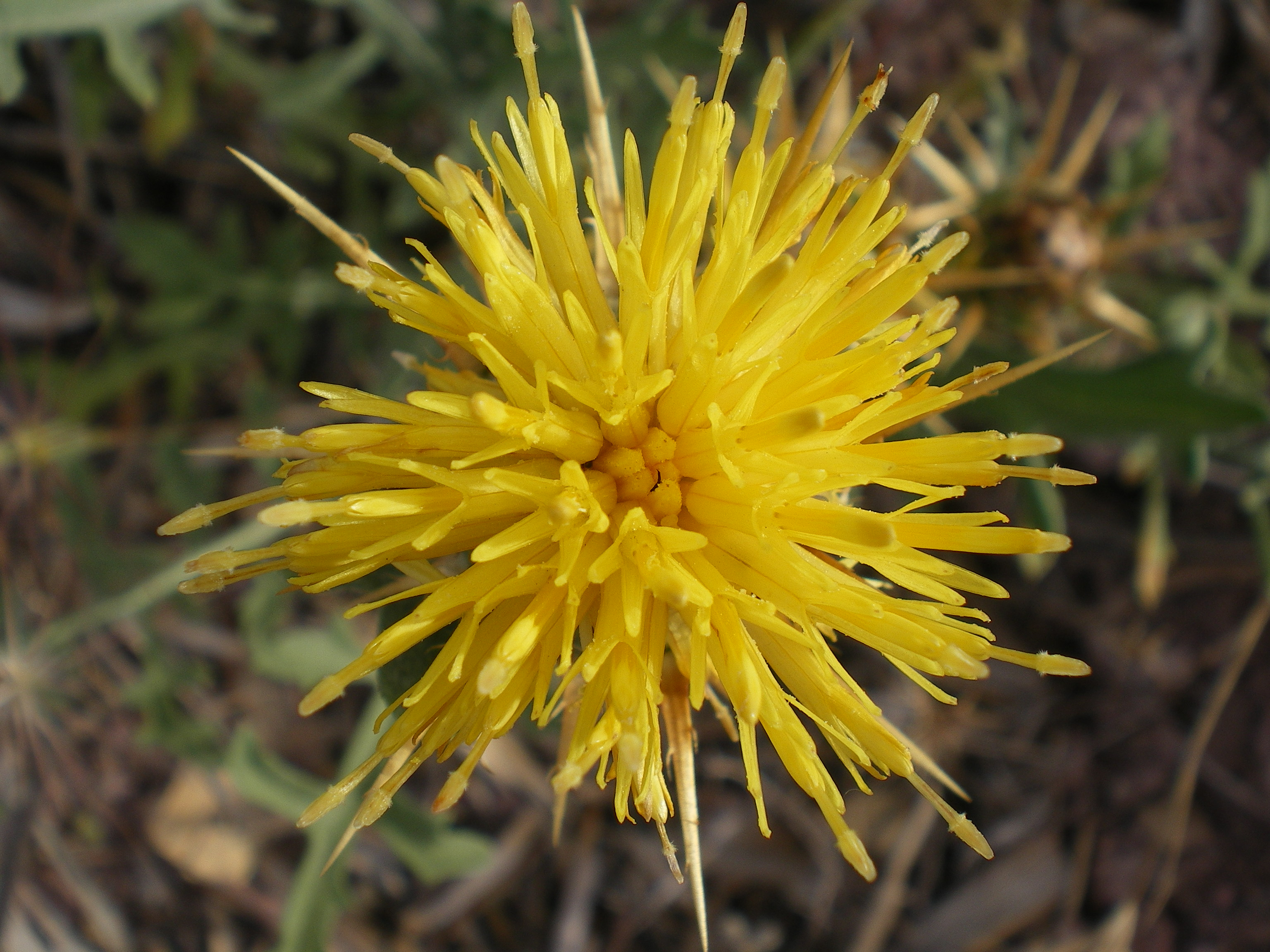
Detalle de inflorescencia y flores

## Taxonomía
Centaurea kunkelii fue descrita por  Núria García Jacas y publicado en Ann. Bot. Fenn. 35(3): 165. 1998.
Etimología
Centaurea: nombre genérico que procede del Griego kentauros, hombres-caballos que conocían las propiedades de las plantas medicinales.
kunkelii: epíteto, (genitivo latíno, «de kunkel») en honor del botánico alemán Günther Kunkel, especialista en flora tropical y de zonas áridas, establecido en España desde 1964 y fallecido en Almería en 2007.
Citología
Número de cromosomas de Centaurea kunkelii (Fam. Compositae) y táxones infraespecíficos: 2n=110.